# 四國村

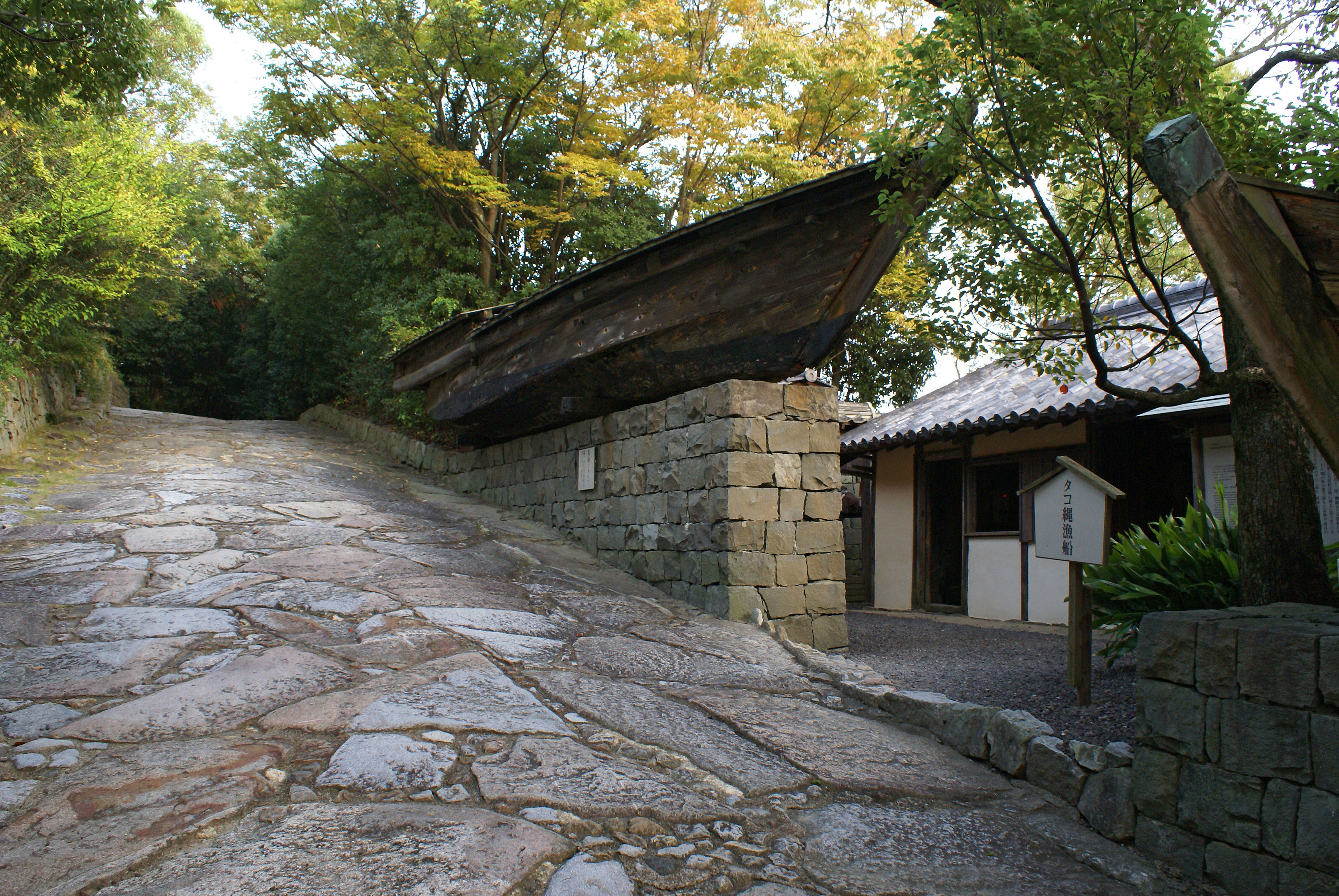
旧吉野家住宅

四國村（日语：しこくむら）是位於日本香川縣高松市的一座展示自江戶時代至明治時代民宅的一座以古建築為主題的博物館，開業於1976年，由公益財團法人四國民家博物館運營。四國村展示了自四國各地和兵庫縣遷移和復原的的建築，幾乎所有的建築都被指定為文化財。2002年，村內開設了由安藤忠雄設計的美術館和庭園。

## 外部連結
- 四国村ホームページ（页面存档备份，存于）
- 香川県内の登録有形文化財[永久]

34°20′38.3″N 134°6′21.0″E / 34.343972°N 134.105833°E